# 恥垢
恥垢（ちこう）は、尿や精液のかす、尿道球腺液やバルトリン腺液などの分泌物が乾燥して性器周辺に固まった垢のこと。

## 人間の恥垢
灰白色または薄い黄色で、湿って押し固められた粉のようなものか、粘土状のものが生ずる。主に生じる部位として、男性器の場合は包皮に覆われた亀頭部分に、女性器の場合は陰核周辺と大陰唇と小陰唇の間がある。ケアを怠ると恥垢は性器周辺にたまってゆく。時にチーズに似た異臭を発する。菌・カビ・一部のウイルスによる炎症様症状の発症や、性器カンジダ症、性器ヘルペス、陰茎ガン、尖圭コンジローマを始めとする性感染症の温床となり、さまざまな病気を引き起こすことになる。こうした臭いや合併症を防ぐためにも、入浴の際には恥垢のたまりやすい部所を洗浄する習慣を身につけておきたい。男性器の場合は包皮の内側にたまりやすいので、包皮から陰茎を露出して洗浄する。
女性器の場合、小陰唇や大陰唇の溝、陰核と包皮の隙間などに溜まりやすい。女性器の小陰唇内側には日常的に殺菌の役割を果たす分泌物が出ているため、粘膜を傷つけることがないよう、こすり洗いは避けて石鹸で軽く洗い流す程度にする。
俗語では、男性のものはチンカス、女性のものはマンカスと呼ばれる。